# Victor Trivas
Victor Trivas (9 juillet 1896 à Saint-Pétersbourg - 12 avril 1970 à New York) est un réalisateur et scénariste russo-américain.

## Filmographie

### Réalisateur
- 1929 : Aufruhr des Blutes
- 1931 : La Zone de la mort
- 1933 : Dans les rues
- 1935 : Tovaritch
- 1959 : La Femme nue et Satan

### Scénariste
- 1929 : Aufruhr des Blutes
- 1931 : Les Frères Karamazoff
- 1931 : Der Mörder Dimitri Karamasoff
- 1931 : Das Lied vom Leben
- 1931 : La Zone de la mort
- 1932 : Mirages de Paris
- 1933 : Großstadtnacht
- 1933 : Dans les rues
- 1938 : Les Otages
- 1943 : Three Russian Girls
- 1944 : Âmes russes (Song of Russia) de Gregory Ratoff et László Benedek
- 1946 : Le Criminel
- 1946 : Pan dans la lune
- 1950 : Mark Dixon, détective
- 1951 : L'Énigme du lac noir (The Secret of Convict Lake)
- 1956 : Vous pigez
- 1959 : La Femme nue et Satan
- 1959 : Hast noch der Söhne ja... ?
- 1961 : The Roaring 20's
- 1961 : Die Gejagten